# OR2A5
OR2A5 (англ. Olfactory receptor family 2 subfamily A member 5) – білок, який кодується однойменним геном, розташованим у людей на короткому плечі 7-ї хромосоми. Довжина поліпептидного ланцюга білка становить 311 амінокислот, а молекулярна маса — 35 207.
| 10         |  | 20         |  | 30         |  | 40         |  | 50         |
| ---------- |  | ---------- |  | ---------- |  | ---------- |  | ---------- |
| MTKNQTWVTE |  | FILLGFPLSL |  | RIQMLLSGLF |  | SLLYVFTLLG |  | NGAILGLIWL |
| DSRLHTPMYF |  | FLSHLAIIDI |  | SYASNNVPKM |  | LTNLGLNKRK |  | TISFVPCTMQ |
| TFLYMAFAHT |  | ECLILVMMSY |  | DRYMAICHPL |  | QYSVIMRWGV |  | CTVLAVTSWA |
| CGSLLALVHV |  | VLILRLPFCG |  | PHEINHFFCE |  | ILSVLKLACA |  | DTWLNQVVIF |
| AASVFILVGP |  | LCLVLVSYSR |  | ILAAILRIQS |  | GEGRRKAFST |  | CSSHLCMVGL |
| FFGSAIVMYM |  | APKSRHPEEQ |  | QKVLSLFYSL |  | FNPMLNPLIY |  | SLRNAEVKGA |
| LKRVLWKQRS |  | K          |  |            |  |            |  |            |

A: Аланін

C: Цистеїн

D: Аспарагінова кислота

E: Глутамінова кислота

F: Фенілаланін

G: Гліцин

H: Гістидин

I: Ізолейцин

K: Лізин

L: Лейцин

M: Метіонін

N: Аспарагін

P: Пролін

Q: Глутамін

R: Аргінін

S: Серин

T: Треонін

V: Валін

W: Триптофан

Кодований геном білок за функціями належить до рецепторів, g-білокспряжених рецепторів, білків внутрішньоклітинного сигналінгу. 
Локалізований у клітинній мембрані.